# El Salvador en los Juegos Paralímpicos de París 2024
El Salvador estuvo representado en los Juegos Paralímpicos de París 2024 por tres deportistas, dos hombre y una mujer. El equipo paralímpico salvadoreño no obtuvo ninguna medalla en estos Juegos.